# Madagaskarspint
Der Madagaskarspint (Merops superciliosus) ist ein Vogel aus der Familie der Bienenfresser (Meropidae).
Er kommt in Subsahara-Afrika und in Madagaskar vor in Äthiopien, Angola, Botswana, Burundi, auf den Komoren, in der Demokratischen Republik Kongo, Dschibuti, Eritrea, Kenia, Malawi, Mosambik, Namibia, Ruanda, Somalia, im Südsudan, im Sudan, in Tansania, Uganda, Sambia und in Simbabwe.
Das Verbreitungsgebiet umfasst baumbestandene Flächen in Gewässernähe und offene Flächen bis 1500 m Höhe, bevorzugt in Wassernähe, kleine küstennahe Inseln, Mangrovenwälder, Gärten in Stadträndern oder Sumpfgebiete.
Die Art ist ein Standvogel in Madagaskar und vermutlich auch auf den Komoren. In Afrika ist sie in Somalia Standvogel, in Kenia und in Mosambik Winterbesucher, kommt zum Brüten nach Angola und Namibia zwischen September und Juni.
Das Artepitheton kommt von lateinisch supercilium ‚Augenbraue‘.

## Beschreibung
Der Madagaskarspint ist 24–31 cm groß (+ zentrale Schwanzfedern von bis zu 7 cm) und wiegt zwischen 38 und 48 g. Das Gefieder ist olivgrün mit dunkel Olivbraun an Stirn und Scheitel, der Überaugenstreif ist weiß ohne angrenzendes Blau, die Maske schwarz mit breitem weißem Wangenstreif. Das Kinn ist gelblich-weiß, die Kehle rotbraun. Die Iris ist dunkelrot.
Er ist weniger farbig und etwas kleiner als der Blauwangenspint (M. persicus) und unterscheidet sich durch das oliv-grüne und nicht grasgrüne Gefieder, durch den dunklen olivbraunen Scheitel, den breiteren ziegelroten Kehlfleck, durch die weiß begrenzte schwarze Maske und die weiße Schnabelbasis. Zudem ist das Kinn weißlich, nicht gelb. Vom Blauschwanzspint (Merops philippinus) unterscheidet er sich wiederum durch den grünen Rumpf und Schwanz, die weiß abgesetzte Maske und die Scheitelfarbe und gegenüber dem Bienenfresser (M. apiaster) durch das fehlende Gelb an der Kehle.
Beim Weibchen sind die zentralen Schwanzfedern deutlich kürzer, Jungvögel sind blasser und denen des Blauschwanzspintes sehr ähnlich, noch ohne typische Kopfzeichnung und ohne verlängerte zentrale Schwanzfedern.

## Stimme
Der Ruf des Männchens wird als rollendes, zweisilbiges „pr-reee...pr-reee…“ beschrieben oder als hochtoniges „pit-ilup“, mitunter dazwischen „pup...pup..“ Rufe, insgesamt dem Blauwangenspint (M. persicus) ähnlich, aber höher.

## Geografische Variation

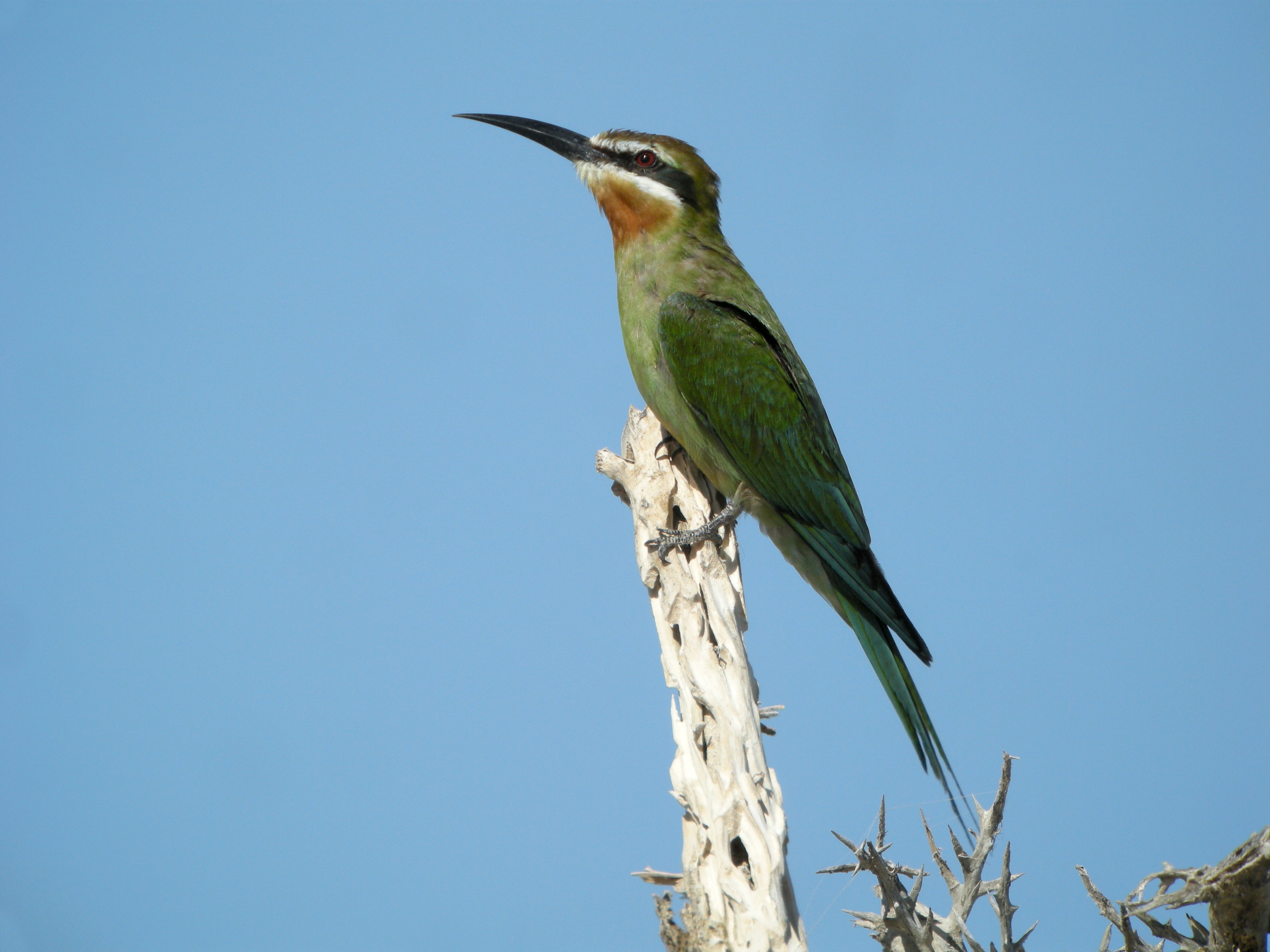
Seitenansicht eines Madagaskar-
spints im Südwesten Madagaskars

Es werden folgende Unterarten anerkannt:
- M. s. superciliosus Linnaeus, 1766, Nominatform – Ostafrika, Madagaskar und die Komoren
- M. s. alternans Clancey, 1971, – Westangola und Nordwestnamibia, mit heller grünem Gefieder, häufig auch grünem Scheitel, Kinn und Wangen sind weißer.

## Lebensweise
Die Nahrung dürfte der des Blauwangenspintes (M. persicus) und des Blauschwanzspintes (Merops philippinus) entsprechen, welche Insekten im Flug fangen (Bienen, Wespen und Libellen).
Die Brutzeit liegt zwischen September und November in Madagaskar, im November auf den Komoren, zwischen September und Dezember in Namibia, Simbabwe und Mosambik, zwischen Mai und August in Tansania und im April/Mai und November/Dezember in Kenia, Äthiopien und Somalia.
Die Bruthöhlen werden einzeln oder in kleinen Kolonien, auch bis zu Hunderten, an Ufern, auch in Erdwällen oder im sandigen Untergrund gegraben. Das Gelege besteht aus 4–6 Eiern.

## Gefährdungssituation
Der Bestand gilt als nicht gefährdet (Least Concern) und der Populationstrend Stand 2016 als stabil.